# Nina Brenn
Nina Brenn (* 4. Oktober 1979 als Nina Nüssli in Zürich) ist eine ehemalige Schweizer Triathletin und Multisportlerin. Sie ist Duathlon-Europameisterin auf der Mitteldistanz (2016) und Vize-Weltmeisterin Duathlon Langdistanz (2016).

## Werdegang
2006 wurde ihr Sohn geboren. Seit 2012 lebt sie mit ihrem Mann in Flims.
Die Forstingenieurin Nina Brenn konnte bereits siebenmal den Swiss Olympic Gigathlon für sich entscheiden.
Bei diesem aus fünf Disziplinen bestehenden Wettkampf müssen über mehrere Tage tägliche Distanzen von im Mittel 4 km Schwimmen, 100 km Rennradfahren, 50 km Mountainbikefahren, 25 km Inlineskaten und 20 km Laufen zurückgelegt werden. Die Dauer variierte in den vergangenen Jahren zwischen zwei und sieben Tagen.
Im September 2015 wurde sie Fünfte bei der Duathlon-Weltmeisterschaft auf der Langdistanz.

### Europameisterin Duathlon 2016
Im Mai 2016 gewann sie die Duathlon-Europameisterschaft auf der Mitteldistanz.
Den Trans Vorarlberg Triathlon konnte sie im August gewinnen, nachdem sie in den Vorjahren hier schon zwei Mal Dritte war. Im August 2015 konnte sie zum fünften Mal den Inferno Triathlon im Berner Oberland gewinnen.
Im September wurde sie beim Powerman Zofingen ITU-Vize-Weltmeisterin auf der Duathlon-Langdistanz.
Im Juli 2018 konnte die damals 38-Jährige zum bereits achten Mal den zweitägigen Gigathlon Switzerland gewinnen.
Im September wurde sie im Radtraining bei einem Unfall mit einem Auto verletzt und seit 2018 tritt sie nicht mehr international in Erscheinung.

## Sportliche Erfolge
| Datum/Jahr    | Rang | Wettbewerb                 | Austragungsort   | Zeit     | Bemerkung |
| ------------- | ---- | -------------------------- | ---------------- | -------- | --- |
| 18. Aug. 2018 | 3    | Inferno Triathlon          | Mürren           | 08:53:38 | Siegerin der Altersklasse |
| 28. Aug. 2016 | 1    | Trans Vorarlberg Triathlon | Bregenz          | 04:25:55 | |
| 20. Aug. 2016 | 1    | Inferno Triathlon          | Berner Oberland  | 10:03:21 | |
| 22. Aug. 2015 | 1    | Inferno Triathlon          | Berner Oberland  | 09:37:44 | fünfter Sieg – mit neuem Streckenrekord |
| 22. Juni 2015 | 1    | Swissman Xtreme Triathlon  | Kleine Scheidegg | 14:17    | Siegerin der dritten Austragung |
| 31. Aug. 2014 | 3    | Trans Vorarlberg Triathlon | Bregenz          | 04:38:13 | [ 7 ] |
| 23. Aug. 2014 | 2    | Inferno Triathlon          | Berner Oberland  | 09:25:30 | Die erste Disziplin, das Schwimmen, musste abgesagt werden – zu tiefe Wassertemperaturen hatten die Durchführung unmöglich gemacht; als Ersatz wurde eine Laufstrecke von 3 km absolviert |
| 25. Aug. 2013 | 3    | Trans Vorarlberg Triathlon | Bregenz          | 04:50:57 | |
| 17. Aug. 2013 | 2    | Inferno Triathlon          | Berner Oberland  | 10:01:39 | |
| 20. Aug. 2011 | 2    | Inferno Triathlon          | Berner Oberland  | 08:54:25 | |
| 21. Aug. 2010 | 1    | Inferno Triathlon          | Berner Oberland  | 10:21:52 | |
| 2009          | 1    | Inferno Triathlon          | Berner Oberland  | 10:07:05 | |
| 2008          | 1    | Inferno Triathlon          | Berner Oberland  | 10:02:58 | |
| 2007          | 2    | Inferno Triathlon          | Berner Oberland  | 10:34:14 | |
| 2005          | 1    | Inferno Triathlon          | Berner Oberland  | 10:43:27 | |
| 2004          | 2    | Inferno Triathlon          | Berner Oberland  |          | |
| 2003          | 2    | Inferno Triathlon          | Berner Oberland  | 11:24:55 | |

| Datum/Jahr   | Rang | Wettbewerb                                     | Austragungsort | Zeit     | Bemerkung                                                              |
| ------------ | ---- | ---------------------------------------------- | -------------- | -------- | ---------------------------------------------------------------------- |
| 2. Sep. 2018 | DNF  | ITU Long Distance Duathlon World Championships | Zofingen       | –        |                                                                        |
| 21. Mai 2017 | 4    | ETU Powerman Duathlon European Championships   | Sankt Wendel   | 03:30:56 | Duathlon-Europameisterschaft Mitteldistanz                             |
| 4. Sep. 2016 | 2    | ITU Long Distance Duathlon World Championships | Zofingen       | 07:17:17 | Vize-Weltmeisterin auf der Duathlon-Langdistanz beim Powerman Zofingen |
| 8. Mai 2016  | 1    | ETU Powerman Duathlon European Championships   | Kopenhagen     |          | Duathlon-Europameisterin auf der Langdistanz                           |
| 6. Sep. 2015 | 5    | ITU Long Distance Duathlon World Championships | Zofingen       | 07:39:04 | Duathlon-Weltmeisterschaft auf der Langdistanz beim Powerman Zofingen  |

| Datum/Jahr | Rang | Wettbewerb            | Austragungsort | Zeit     | Bemerkung                                                                                          |
| ---------- | ---- | --------------------- | -------------- | -------- | -------------------------------------------------------------------------------------------------- |
| 2018       | 1    | Gigathlon Switzerland | Arosa          |          | [ 8 ]                                                                                              |
| 2017       | 1    | Gigathlon Switzerland | Arosa          |          | |
| 2015       | 1    | Gigathlon Switzerland | Schweiz        |          | |
| 2013       | 1    | Gigathlon Switzerland | Schweiz        |          | |
| 2011       | 1    | Gigathlon Switzerland | Schweiz        | 20:28:04 | über 340 Kilometern und über 11‘000 Höhenmeter über den Gornergrat (3089 m ü. M.) durch das Wallis |
| 2010       | 1    | Gigathlon Switzerland | Schweiz        |          | |
| 2009       | 1    | Gigathlon Switzerland | Schweiz        |          | |
| 2007       | 1    | Gigathlon Switzerland | Schweiz        |          | [ 2 ]                                                                                              |

| Datum/Jahr | Rang | Wettbewerb          | Austragungsort | Zeit       | Bemerkung                 |
| ---------- | ---- | ------------------- | -------------- | ---------- | ------------------------- |
| 2009       | 1    | Graubünden-Marathon | Graubünden     | 01:33:24,7 |                           |
| 2005       | 1    | Graubünden-Marathon | Graubünden     | 01:32:07,1 | Siegerin beim Rothorn-Run |

(DNF – Did Not Finish)